# ARA General Belgrano (C-4)
La ARA General Belgrano fu un incrociatore leggero della marina argentina affondato nel 1982, con considerevoli perdite di vite, dal sottomarino britannico HMS Conqueror in un controverso episodio della guerra delle Falkland. È la sola nave che sia mai stata affondata da un sommergibile nucleare in tempo di guerra.
È stata la seconda nave della marina argentina a portare il nome del politico e generale Manuel Belgrano, dopo un incrociatore corazzato entrato in servizio nel 1896 e andato in disarmo nel 1948.

## Storia

### USS Phoenix (CL-46)
Venne costruito come USS Phoenix (CL-46), sesta nave della classe Brooklyn di incrociatori leggeri, nel New Jersey dalla New York Shipbuilding Corporation nello stabilimento di Camden. Il suo scafo venne impostato nel 1935 e dopo il varo, avvenuto nel marzo 1938, entrò in servizio nell'ottobre dello stesso anno. Uscito indenne dall'attacco giapponese contro Pearl Harbor del 7 dicembre 1941 prese parte al secondo conflitto mondiale impegnato nell'area del Pacifico e tra i tanti impieghi prese parte alla battaglia del Golfo di Leyte. Al termine del conflitto venne messo fuori servizio dalla US Navy nel luglio 1946.

### ARADiecisiete de Octubre
L'incrociatore USS Phoenix venne venduto, insieme al gemello USS Boise, all'Argentina nel 1951 per 7,8 milioni di dollari ceduti secondo i termini del Mutual Defense Assistance Program, e ribattezzato 17 de Octubre in onore di un importante anniversario del partito politico del presidente Perón. Non avendo tale data alcun significato nella storia navale argentina, venne affermato falsamente che in quel giorno il pabellón nacional veniva innalzato per la prima volta a bordo dell'unità, mentre in realtà la cosa era avvenuta il 12 aprile. Riallestita nella base di Filadelfia la nave dopo aver lasciato gli Stati Uniti raggiunse la sua base operativa di Puerto Belgrano il 5 dicembre successivo.
Alla consegna l'armamento principale era costituito da cinque torri triple da 152/47mm, di cui tre disposte a prora, con la torre 2 sopraelevata rispetto alla 1 e alla 3, e due a poppa, con la torre 4 in posizione sopraelevata rispetto alla torre 5, in una configurazione detta superfiring. L'armamento antiaereo principale era costituito da otto cannoni antiaerei singoli da 127/25, disposti quattro per lato, tre in coperta e uno sopraelevato, mentre l'armamento leggero antiaereo era costituito da ventotto cannoni Bofors da 40mm e ventiquattro mitragliere da 20/70mm Oerlikon e mitragliatrici.
Nel corso del 1952 partecipò alle esercitazioni e alle attività di addestramento della flotta con sei tappe nell'Atlantico meridionale. Nel 1953 dopo aver preso parte in Atlantico alle previste attività addestrative, nel mese di luglio, nel corso di una visita a Buenos Aires ricevette la bandiera di combattimento donata dall'Istituto Browniano di Adrogué, una cittadina della Provincia di Buenos Aires capoluogo del Partido di Almirante Brown. Nel corso delle attività di addestramento previste nel 1954 effettuò sette uscite in mare.

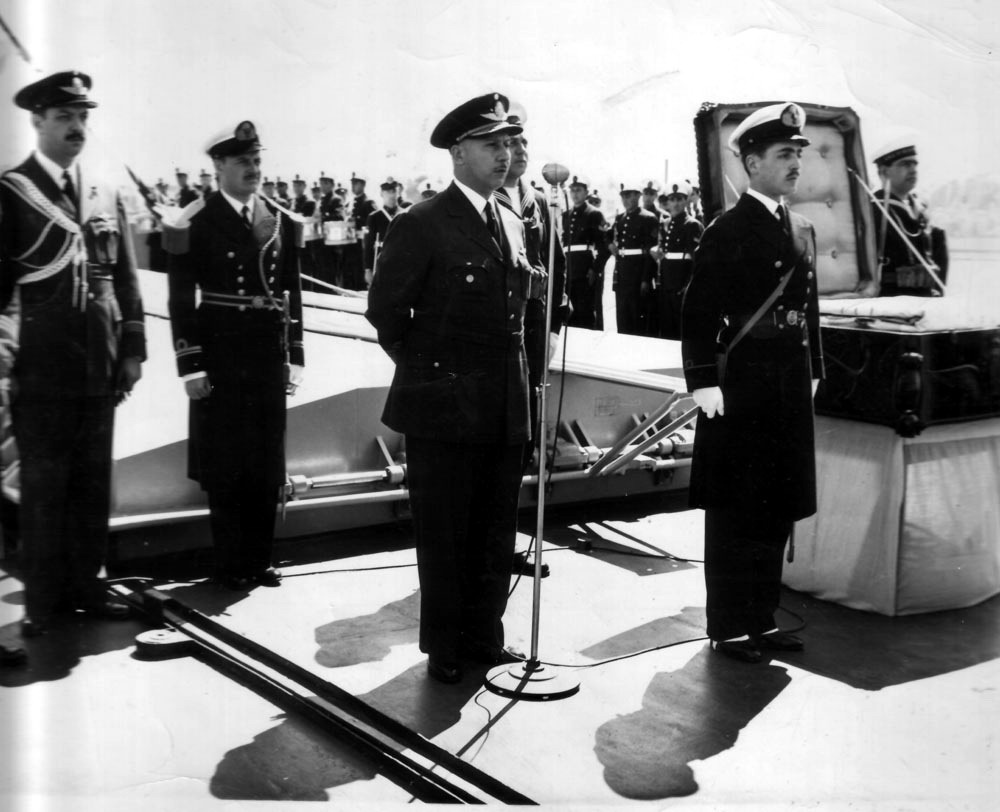
La consegna della bandiera di combattimento a Buenos Aires
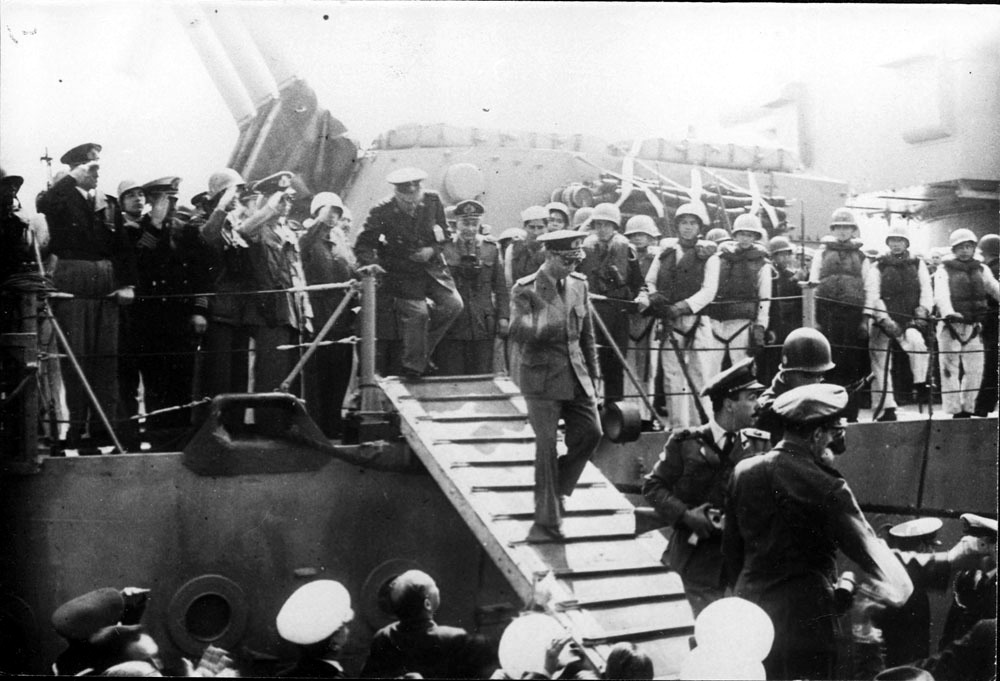
L'ammiraglio Rojas scende dalla nave dopo il Colpo di Stato che ha destituito il presidente Perón

Nel corso della Revolución Libertadora del settembre 1955 con cui le Forze Armate destituirono il presidente Perón l'unità prese parte attiva al sollevamento. Il 16 settembre 1955 la nave al comando del Capitán de Navío Carlos Bruzzone fu tra le unità i cui equipaggi si sollevarono contro il regime nella base di Puerto Belgrano e dopo aver lasciato l'arsenale fece rotta verso Mar del Plata, dove anche la locale base sommergibili venne assicurata alla causa degli insorti e dirigendosi poi a La Plata dove imbarcò a bordo innalzandone l'insegna l'ammiraglio Rojas uno dei protagonisti della rivolta, che avrebbe poi assunto la carica di vicepresidente nella nuova giunta militare.

### ARA General Belgrano (C-4)
Dopo la deposizione di Perón, la nave fu ribattezzata General Belgrano, dal nome del generale Manuel Belgrano, che combatté per l'indipendenza argentina nel 1816, con un provvedimento del 6 novembre 1957. Il nome ARA General Belgrano venne ereditato da un incrociatore corazzato Classe Garibaldi costruito in Italia nel Cantiere Orlando di Livorno, dove fu varato nel 1897 e in servizio nell'Armada Argentina dal 1898 al 1947.
Il 13 marzo 1956, nel corso di un'esercitazione, la nave entrò in collisione con l'unità gemella Nueve de Julio e le due unità furono costrette ad entrare in bacino per le necessarie riparazioni che vennero effettuate a tempo di record. Dopo il rientro in squadra si recarono in visita a Punta Arenas in Cile. Nel corso del 1957 partecipò alle normali esercitazioni. Il 26 aprile 1958 a bordo dell'unità l'ammiraglio Rojas pronunciò il discorso sull'imminente consegna del governo da parte dei militari alle autorità civili costituzionalmente elette in libere elezioni, che il 1º maggio seguente sarebbero state vinte da Arturo Frondizi. Nel 1962 entrò in bacino per essere sottoposto ad un ciclo di lavori di manutenzione.
La nave rientrò nuovamente in bacino per essere sottoposto a un nuovo ciclo di lavori nel 1966. I lavori si protrassero sino al 1968, e nel corso di questi lavori, nel 1967, l'unità fu dotata di missili terra-aria Sea Cat, posizionati al posto dei cannoni da 127/25 sopraelevati. La prima prova di lancio di questi missili dalla nave avvenne il 4 novembre 1968. Nel 1969, dopo il disarmo della portaerei ARA Independencia, il Belgrano svolge il ruolo di nave ammiraglia della flotta argentina.
Nel corso del servizio nell'Armada de la República Argentina l'armamento leggero antiaereo venne modificato e nell'ultimo periodo era costituito da due impianti binati Bofors da 40/70 mm e da quattro mitragliere da Oerlikon da 20 mm in due impianti binati, e venne anche modificata l'elettronica di bordo con la rimozione del vecchio radar di scoperta aerea SK, entrato in servizio nella United States Navy nel 1944-45, e l'installazione del radar di superficie DA-02 e del radar di ricerca aerea LW-01, entrambi di costruzione olandese.
Alla fine del 1978 con il Nueve de Julio andato in disarmo nel 1977 e subito venduto per la demolizione, l'Armada Argentina si trovò con un solo incrociatore in linea in occasione del conflitto del Beagle con il Cile per la disputa su alcune zone confinarie nella Terra del Fuoco, con l'Armada de Chile che poteva contare su tre incrociatori in linea, O'Higgins e Capitán Prat, gemelli del General Belgrano, e l'Almirante Latorre, con ben trentasette cannoni complessivi da 152 mm contro i quindici cannoni argentini dello stesso calibro. La crisi venne fortunatamente risolta, quando lo scontro armato sembrava imminente, per via diplomatica, grazie alla mediazione di Papa Giovanni Paolo II e della Santa Sede, che agì in particolare tramite il nunzio apostolico argentino Pio Laghi.

#### Guerra delle Falkland

Il dispiegamento delle forze aeronavali dei due paesi tra il 1 e 2 maggio 1982 nel sud Atlantico

Il General Belgrano era partito da Ushuaia nella Terra del Fuoco il 26 aprile 1982 (proprio mentre la task force britannica iniziava ad avvicinarsi alle isole contese), accompagnato dai due cacciatorpediniere ARA Piedra Buena (D-29) e Bouchard (D-26) (entrambi ex-navi della US Navy), come Grupo de Tarea (Task Group) 79.3; l'incrociatore era dotato di quindici cannoni da 152 mm, superiori in numero e calibro a quelli posseduti dalle navi britanniche, e la sua scorta portava complessivamente sedici missili Exocet nella versione navale; ad essi si accompagnava la petroliera della YPF Puerto Rosales.
Negli ordini operativi, il comando navale argentino aveva eliminato ogni restrizione all'uso di armi contro mezzi considerati nemici; il gruppo si diresse verso la squadra britannica con rotta da sud ovest, col compito di penetrare nella zona di operazioni (la Zona di Esclusione Totale dichiarata dai britannici) e lanciare un attacco contro le portaerei britanniche e le loro unità di scorta, operando a tenaglia con la portaerei ARA Veinticinco de Mayo e la sua scorta con due cacciatorpediniere Type 42 (Grupo de Tarea 79.1) che stava giungendo da nord. In zona era anche un altro Grupo de Tarea, il 79.4 attorno alla corvetta lanciamissili ARA Drummond e le sue gemelle Guerrico e Granville, anche esse dotate di missili Exocet. Il piano era di far arrivare una incursione aerea da nord sul gruppo da battaglia britannico al quale avrebbe dovuto seguire l'attacco navale con i cannoni e i missili dal gruppo del Belgrano. Per le precarie condizioni della catapulta della Veinticinco de Mayo e lo scarso vento in zona, non vi furono le condizioni per lanciare i cacciabombardieri A4 con un carico bellico adeguato, e ai due Task Group venne ordinato un temporaneo ripiegamento al di fuori della zona di esclusione.

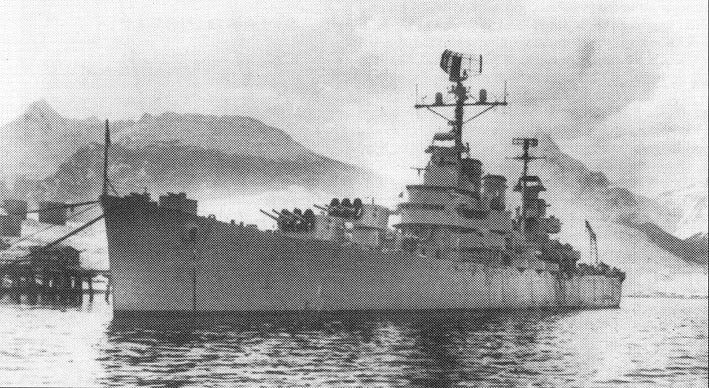
L'incrociatore General Belgrano ad Ushuaia qualche giorno prima dell'affondamento

Il 29 aprile il Grupo de Tarea 79.3 stava incrociando nella zona del Banco di Burdwood, un esteso bassofondo a sud delle isole, in rotta verso la terraferma ma in attesa di invertire la rotta durante la notte per dirigersi verso la task force britannica. Il 30 venne avvistato dal sottomarino nucleare della Royal Navy HMS Conqueror della classe Churchill. Il sottomarino si avvicinò il giorno seguente notificando al comando della task force e al quartier generale della Royal Navy a Northwood rotta, velocità e composizione del gruppo. Sebbene al di fuori della Zona di Interdizione Totale dichiarata dai Britannici, 370 km (200 miglia) dalle isole, questi decisero che il gruppo era una minaccia. Dopo consultazioni a livello ministeriale, il primo ministro Margaret Thatcher acconsentì che il comandante Chris Wreford-Brown attaccasse il gruppo. Alle 15:57 del 2 maggio il Conqueror lanciò tre siluri convenzionali Mk 8 mod 4, ognuno con una testata di 363 kg di torpex e vecchi come concezione di cinquantacinque anni, non essendo sicuro dell'affidabilità dei nuovi siluri a testa autocercante Mark 24 Tigerfish che pure aveva in dotazione. Dei tre siluri in successione, il primo mancò il bersaglio e colpì il cacciatorpediniere di scorta Bouchard, senza però esplodere, mentre gli altri due colpirono la General Belgrano detonando.
Uno dei due siluri colpì tra 10 e 15 metri dietro alla prua, al di fuori dall'area protetta dall'armatura verticale o dalla controcarena contro i siluri. L'esplosione distrusse la prua della nave, ma le paratie interne ressero e il magazzino di prua per le munizioni da 40 mm non detonò. Non c'era nessuno in quella parte della nave al momento dell'impatto. Il secondo siluro colpì a circa tre quarti lungo lo scafo, appena fuori del limite posteriore della corazzatura verticale, penetrando all'interno della sala macchine posteriore prima di esplodere. L'esplosione si sfogò verso l'alto, attraverso due mense ed un'area ricreativa chiamata the Soda Fountain, causando infine uno squarcio di venti metri sul ponte principale. Relazioni successive stimarono il numero di morti nell'area dell'esplosione a circa 275 uomini. L'esplosione non causò incendi, ma la nave si riempì rapidamente di fumo. L'esplosione danneggiò anche l'impianto elettrico del Belgrano impedendo la trasmissione di una chiamata d'aiuto. Secondo testimonianze la nave al momento dell'attacco non era in prontezza operativa e l'equipaggio non aveva avuto ordine di chiudere le porte stagne anche per problemi di ventilazione.
La paratia anteriore resse, ma l'acqua affluì dallo squarcio creato dal siluro e non poté essere pompata fuori a causa della mancanza di energia elettrica. La nave iniziò a sbandare a sinistra e ad affondare di prua. Venti minuti dopo l'attacco, alle 16:24, il capitano Hector Bonzo ordinò all'equipaggio di abbandonare la nave. Vennero lanciate delle zattere gonfiabili e l'evacuazione iniziò senza panico; alle 17:00 il Belgrano affondava, con 300 morti durante l'affondamento ed altri 23 tra i 793 recuperati alle coordinate 55°24′00″S 61°32′00″W nell'Oceano Atlantico.
Le due navi scorta erano inconsapevoli di quello che stava avvenendo al Belgrano, avendo perso il contatto visivo nell'oscurità e non avendo avvistato i razzi di soccorso ed i segnali luminosi. Ad aumentare la confusione, l'equipaggio del Bouchard udì un rumore d'impatto che poteva essere il terzo siluro al termine della sua corsa (un esame successivo dello scafo mostrò un segno di impatto compatibile con quello causato da un siluro). Le due navi continuarono sulla loro rotta verso occidente ed iniziarono a lanciare cariche di profondità. Quando compresero che era successo qualcosa al Belgrano era già buio ed il tempo era peggiorato, disperdendo le zattere di salvataggio. Il Conqueror si allontanò dall'area evitando l'azione antisommergibile dei caccia e senza colpire ulteriormente il gruppo navale.
Navi argentine e cilene salvarono in tutto 770 uomini tra il 3 ed il 5 maggio. Il relitto dell'incrociatore giace ad oltre 4.000 metri di profondità sul fondo dell'Atlantico e non è mai stato fotografato o esplorato. Dopo questo episodio, e vista la scarsa capacità ed efficacia antisommergibili delle navi argentine, la Veinticinco de Mayo non partecipò ad alcuna operazione per tutto il prosieguo del conflitto, mentre le sue unità aeree continuarono gli attacchi dalle basi terrestri.
Nel 2003 fu organizzata una spedizione per rilevare l'esatta posizione del relitto dell'incrociatore che dovrebbe trovarsi a circa 4.200 metri di profondità, ai margini della piattaforma continentale sudamericana.

#### Controversia sull'affondamento
Ci sono alcune controversie che riguardano l'affondamento del General Belgrano:
- Al momento dell'attacco la nave era in rotta di allontanamento dalle isole Falkland. Sebbene la nave stesse allontanandosi, si era mossa in direzione dell'isola con la sua task force per tutto il giorno precedente e virò solo perché un attacco aereo contro la task force era stato cancellato a causa del vento debole che impediva il decollo di velivoli dalla portaerei operante a nord delle Falkland. Alla nave era stato infatti ordinato di rimettersi in rotta per la costa e di attendere condizioni più favorevoli per attaccare. Hector Bonzo, comandante del Belgrano, commentò riguardo a quest'ordine: «Stavamo dirigendoci verso la terraferma, ma non andando verso la terraferma; dovevamo raggiungere una posizione in cui attendere nuovi ordini». Inoltre il Belgrano avrebbe potuto cambiare rotta nel giro di pochi minuti ed entrare in una zona di acque poco profonde (Burdwood Bank) nel giro di poche ore ed il Conqueror non avrebbe potuto seguirla.
- La nave era al di fuori della zona di interdizione di 200 miglia. Sebbene la nave fosse al di fuori della zona di interdizione, entrambe le parti sapevano che questa non era più il limite di azione britannica, poiché il 23 aprile il governo britannico aveva fatto giungere un messaggio al governo argentino mediante l'ambasciata svizzera a Buenos Aires che diceva:

Le interviste condotte da Martin Middlebrook per il suo libro, The Fight For The Malvinas, indicano che gli ufficiali della marina argentina erano consapevoli che l'intento del messaggio era di indicare che ogni nave che operasse nelle vicinanze della zona di interdizione poteva essere presa di mira. Il vice-ammiraglio Allara, che era responsabile della task force a cui apparteneva il Belgrano, disse: «Dopo il messaggio del 23 aprile, l'intero Sud Atlantico era diventato un teatro operativo per entrambe le fazioni. Come professionisti dicemmo che fu un peccato aver perso il Belgrano».
Inoltre le regole di ingaggio furono specificatamente cambiate per permettere di attaccare il Belgrano al di fuori della zona di interdizione, prima dell'affondamento.
- L'affondamento della nave irrigidì la posizione del governo argentino ed effettivamente pose fine ad ogni possibilità di un accordo pacifico. L'affondamento del Belgrano fu certamente l'episodio che causò la più grave perdita di vite umane di tutto il conflitto e avvenne dopo un giorno di combattimenti nel quale avevano perso la vita diversi piloti argentini. Gli scontri a fuoco erano già iniziati. I Britannici non avrebbero probabilmente mai accettato niente di meno che la restituzione delle isole, che gli Argentini difficilmente avrebbero concesso.
- Decisioni chiave furono prese senza sapere che la nave stava allontanandosi dalle Falkland nel momento in cui l'ordine venne dato. Secondo lo storico britannico sir Lawrence Freedman, in un libro scritto nel 2005, né Margaret Thatcher, né il Gabinetto erano a conoscenza del cambio di rotta del Belgrano prima dell'attacco, dato che questa informazione dal Conqueror non venne passata al Ministero della Difesa o al vice-ammiraglio Sandy Woodward (comandante della task force della Royal Navy).[4]

Comunque nel suo libro One Hundred Days l'ammiraglio Woodward chiarisce che considerava (correttamente come risultò) che il Belgrano appartenesse alla parte meridionale di un movimento a tenaglia mirante alla task force britannica e che doveva essere affondato rapidamente. Scrisse:
(Sandy Woodward)
Sebbene all'epoca l'affondamento fosse molto controverso, in una intervista recente l'ammiraglio Woodward ha dichiarato che, avendo gli inglesi violato i codici della Armada Argentina, avevano la certezza che a brevissimo il Belgrano avrebbe invertito la rotta per attaccare la squadra britannica col favore delle tenebre, fatto non rivelabile all'epoca.
Secondo il primo ufficiale del Belgrano, ora capitano di vascello in congedo Pedro Luis Galazi, intervistato nel 2012 relativamente ai fatti in occasione del trentennale della guerra, l'attacco era perfettamente lecito e l'incrociatore, sebbene non dotato di armamento antisommergibile, era perfettamente in grado per equipaggiamento e addestramento di compiere la missione assegnata. Sebbene la nave fosse al di fuori della Zona di Esclusione dichiarata attorno alla task force britannica, per Galazi "la zona de exclusión es un diagrama geográfico importante en situaciones de bloqueo, pero no en un conflicto de guerra. No cuaja decir que no debían atacar" (la zona di esclusione è un diagramma geografico importante in situazioni di blocco, però non durante uno stato di guerra. Non implicava che non potessero attaccare).

### Controverse politiche successive
- Alcuni dettagli dell'azione "filtrarono" successivamente ad un poliziotto militare britannico, Tam Dalyell, da un impiegato governativo anziano, Clive Ponting, che venne accusato senza successo per violazione della Official Secrets Act.
- Nel maggio 1983 Margaret Thatcher, durante uno spettacolo televisivo dal vivo su BBC One, venne messa alle strette da uno spettatore che la intervistò riguardo all'affondamento, affermando che la nave era già a occidente delle Falkland e stava dirigendosi verso la terraferma argentina a ovest. Lo spettatore affermò anche che la proposta di pace peruviana avrebbe dovuto raggiungere Londra nelle 14 ore tra la sua pubblicazione e l'affondamento del General Belgrano, impedendo quindi l'escalation della guerra. Nell'infuocato scambio che seguì la Thatcher rispose che il vascello era una minaccia alle navi e alle vite britanniche e negò che la proposta di pace l'avesse raggiunta. Dopo lo spettacolo il marito della Thatcher, Denis, attaccò il produttore dello spettacolo affermando che sua moglie era stata «incastrata dai fottuti culattoni e comunisti della BBC» («stitched up by bloody BBC poofs and Trots.»).

La Thatcher stessa commentò durante l'intervista: «Penso che solo in Gran Bretagna un primo ministro possa essere accusato di aver affondato un vascello nemico che era un pericolo per la nostra marina, quando la mia principale motivazione era stata di proteggere i nostri ragazzi della marina».

## Il General Belgrano ed il cinema
La decisione di attaccare il Belgrano è stata trasposta cinematograficamente nel film The Iron Lady.